# Les Hommes traqués
Pour plus de détails, voir Fiche technique et Distribution.

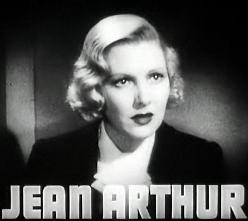
Jean Arthur

Les Hommes traqués (Public Hero #1) est un film américain réalisé par J. Walter Ruben, sorti en 1935.

## Fiche technique
- Titre : Les Hommes traqués
- Titre original : Public Hero n°1
- Réalisation : J. Walter Ruben
- Scénario : Wells Root d'après une histoire de Wells Root et J. Walter Ruben
- Production : Lucien Hubbard
- Société de production : Metro-Goldwyn-Mayer
- Musique : Edward Ward
- Photographie : Gregg Toland
- Montage : Frank Sullivan
- Direction artistique : Cedric Gibbons
- Costumes : Dolly Tree
- Pays de production :  États-Unis
- Langue : anglais
- Format : Noir et blanc - Son : Mono (Western Electric Sound System)
- Genre : Film policier
- Durée : 89 minutes
- Date de sortie : 
  - États-Unis : 16 mai 1935

## Distribution
- Lionel Barrymore : Dr Josiah Glass
- Jean Arthur : Maria Theresa "Terry" O'Reilly
- Chester Morris : Jeff Crane
- Joseph Calleia : Sonny "Dinkie" Black
- Paul Kelly : Agent spécial James Duff
- Lewis Stone : Directeur de la prison Alcott
- Paul Hurst : Rufe Parker
- George E. Stone : Butch
- Sam Baker : Mose Jones

Acteurs non crédités
- Ed Brady : Un prisonnier
- Greta Meyer : La gouvernante
- Billy Sullivan